# Charles Paraventi
Charles Adrian Paraventi Essabba (Queens, Nova Iorque, 4 de julho de 1969) é um ator norte-americano naturalizado brasileiro.

## Biografia
Paraventi iniciou a carreira em Nova Iorque, fazendo shows de mágica aos cinco anos, em um clube brasileiro, tendo como assistente a própria mãe. Ainda criança, participou de várias peças de teatro infantil.
Já no Brasil, em 1986, encarnava personagens e imitava seus amigos e professores em sátiras divertidíssimas. Seu talento para escrever lhe ajudou a criar textos que declamava e interpretava sem dificuldades. Os aplausos recebidos o encorajaram a tentar a vida no palco.
De 1991 a 1993, cursou teatro na CAL. Logo que saiu, participou de diversos esquetes do Projeto Terror na Praia, um grande sucesso. Em 1995, estrelou como protagonista no curta Bienvenido a Brasil, de Walter Lima Júnior.
Ao longo dos anos, foi dirigido por Fábio Barreto, Fernando Meirelles, Jefferson Miranda e Guel Arraes, entre outros.
Participou de peças de teatro e filmes vencedores de diversos prêmios: Bárbara Não lhe Adora, O Burguês Ridículo, Tainá - Uma Aventura na Amazônia e Cidade de Deus.
Participou do clipe Xibom Bombom do grupo As Meninas (banda) interpretando um professor.
Entre 2002 e 2003, gravou diversos vídeos para a escola de idiomas CCAA. Os vídeos são utilizados até hoje nos cursos de EPG.
Em 2005 venceu o I Campeonato Carioca de Improviso Teatral no Rio de Janeiro, ao lado dos atores Fábio Nunes, Ary Aguiar Jr., Tatá Werneck e Rafael Chasse. Em 2008, formou e dirige o grupo de improvisação teatral Acepipes.
Em 2004, foi acusado por agredir um estudante em uma pizzaria do Rio de Janeiro. Em 2006, foi preso duas vezes por porte de drogas e corrupção ativa. Em 2012 participou do quadro "Maratona de Humor 2" do programa "Tudo É Possível" apresentado por Ana Hickmann na Rede Record, ao lado dos atores do stand up e do improviso, Leandro Teixeira, Ary Aguiar e Rodrigo Amém. Em 2013 participou do programa Cante se Puder.
Teve um affair com a jornalista curitibana Márcia Alessandra, mas atualmente está com Nayara, a qual moram juntos no Rio de Janeiro.

## Filmografia

### Trabalhos na televisão
| Ano       | Título                      | Papel                  | Nota                                 |
| --------- | --------------------------- | ---------------------- | ------------------------------------ |
| 1999      | Flora Encantada             | Bóris                  |                                      |
| 1999–2004 | Globo Ciência               | Galileu                |                                      |
| 2000      | A Muralha                   | Padre                  |                                      |
| 2000      | Você Decide                 | José                   |                                      |
| 2001–2007 | Malhação                    | Professor Afrânio      | Temporadas 8–14                      |
| 2002      | Sítio do Picapau Amarelo    | Doutor Zamenhof        | Episódio: A Reforma Da Natureza      |
| 2010      | Vampiro Carioca             | Ernestinho             |                                      |
| 2014      | Estranha Mente              | Jorge                  |                                      |
| 2014      | Não Tá Fácil Pra Ninguém    | Vários                 |                                      |
| 2015      | As Canalhas                 | Armando                | Episódio: "Gracinha"                 |
| 2015      | Santo Forte                 | Passageiro surtado     | Episódio: "Taxista Não Anda de Táxi" |
| 2015      | Chapa Quente                | Amauri (Primo)         |                                      |
| 2016      | Ômicron                     |                        |                                      |
| 2017      | Enredo de Bamba             | José                   |                                      |
| 2017      | Era Uma Vez Uma História    | Dom João VI            |                                      |
| 2018      | Rio Heroes                  | Scott                  |                                      |
| 2018      | Pais de Primeira            | Jair                   | Episódios: "1", "4"                  |
| 2018      | Xilindró                    | Zica                   | Episódio: "O Piscinão"               |
| 2018      | Ilha de Ferro               | Rogério                | Episódio: "O Labirinto"              |
| 2018      | Malhação: Vidas Brasileiras | Tobias                 |                                      |
| 2019      | Cine Holliúdy               | Morte                  | Episódio: "6"                        |
| 2019      | Irmandade                   | Policial da ambulância | Episódio: "Pode Confiar"             |
| 2020      | Amor sem Igual              | Gusmão                 |                                      |
| 2021      | Gênesis                     | Bera, rei de Sodoma    | Fase: Jornada de Abraão              |
| 2021      | Verdades Secretas II        | Dr. Menezes            |                                      |
| 2021      | Passaporte para Liberdade   | Max Hensel             | Episódio: "23 de dezembro"           |
| 2022      | Nos Tempos do Imperador     | Eustáquio              | Episódio: "15 de janeiro"            |
| 2022      | Todas as Flores             | Feitosa                | Episódio: "7"                        |
| 2025      | Paulo, O Apóstolo           | Herodes Agripa I       |                                      |

### Cinema
| Ano  | Filme                             | Personagem                  | Notas           |
| ---- | --------------------------------- | --------------------------- | --------------- |
| 2025 | Gambiarra: Uga Uga Show           | Primão                      |                 |
| 2024 | Jorge da Capadócia                | Atanásio                    |                 |
| 2024 | Os Farofeiros 2                   | Pedro "Rocha" Pereira Rocha |                 |
| 2022 | Tô Ryca 2                         | Marcão                      |                 |
| 2021 | Marighella                        | Bob                         |                 |
| 2018 | Os Farofeiros                     | Pedro "Rocha" Pereira Rocha |                 |
| 2016 | É Fada                            | Policial                    |                 |
| 2015 | Loucas Pra Casar                  | Geraldo José                |                 |
| 2013 | Até que a Sorte nos Separe 2      | Garcia                      |                 |
| 2012 | 2 Coelhos                         | Robério (Tanajura)          | Partc. Especial |
| 2010 | De Pernas pro Ar                  | Raul                        | Partc. Especial |
| 2005 | Domino: A Caçadora de Recompensas | Howie Stein                 |                 |
| 2005 | The Snake King                    | Ronald                      |                 |
| 2005 | Um Lobisomem na Amazônia          | Borges                      |                 |
| 2004 | Espelho d'Água                    | Olavo                       |                 |
| 2004 | A Dona da História                |                             | Partc. Especial |
| 2004 | Chamas da Vingança                | Jersey boy                  |                 |
| 2004 | Didi Quer Ser Criança             | Professor Muller            | Partc. Especial |
| 2002 | Cidade de Deus                    | Tio Sam                     | Partc. Especial |
| 2001 | Tainá - Uma Aventura na Amazônia  | Boca                        |                 |
| 1998 | Bela Donna                        | Dr. Farina                  |                 |
| 1997 | A Ostra e o Vento                 | Saulo                       | Voz             |
| 1995 | O Monge e a Filha do Carrasco     | Dominicius                  |                 |

## Teatro
| Ano       | Peça                     | Notas                     |
| --------- | ------------------------ | ------------------------- |
| 1993      | Terror na Praia          |                           |
| 1993      | O Mágico de Oz           |                           |
| 1994      | Perdoa-me Por me Traíres |                           |
| 1995      | Lear                     |                           |
| 2008-2010 | Acepipes                 | Direção Charles Paraventi |
| 2011      | Os Capangas              | Direção Rubens Camelo     |